# Lausanner Anleihe
Die Lausanner Anleihe war eine am 15. Juli 1932 gewährte Anleihe des Völkerbunds an Österreich über 300 Millionen Schilling mit einer Laufzeit von 20 Jahren.

## Vorgeschichte
Im Laufe der Weltwirtschaftskrise erfuhr die Bundesregierung Ender am 8. Mai 1931, dass die größte Bank des Landes, die Creditanstalt für Handel und Gewerbe in ihrer kommenden Bilanz ein Defizit von 140 Millionen Schilling aufweisen werde, Gelder die uneinbringlich verloren waren. Zuvor hatte die Bank selbst in Not geratene Banken übernommen, wie etwa die zweitgrößte Bank Österreichs, die Allgemeine Bodencreditanstalt. Über Industriebeteiligungen kontrollierte sie etwa zwei Drittel der österreichischen Industrie.
Den Untergang einer für die österreichische Wirtschaft so bedeutenden Bank konnte sich die Regierung nicht erlauben. Fieberhaft wurde daher nach Möglichkeiten zur Rettung der Creditanstalt gesucht und am 11. Mai gab man in der Presse bekannt, wie es um die Bank steht, und wie sie aufgefangen werden sollte: Die Republik werde 100 Millionen, die Nationalbank 30 Millionen und das an der Creditanstalt beteiligte Haus Rothschild weitere 30 Millionen Schilling aufbringen.
Kaum wurde der Zustand der Bank bekannt, forderten ausländische Bankhäuser ihre der Creditanstalt gewährten Kredite zurück, allerdings reichte das aufgestellte Rettungskapital für die Bedienung dieser Forderungen nicht aus. Wieder sprang die Regierung ein, indem sie internationalen Gläubigern garantierte, alle von der Creditanstalt aufgenommenen Kredite zurückzuzahlen, wenn die Bank dafür nicht in der Lage sein sollte. In kurzer Zeit mussten Garantien in der Höhe von zwei Milliarden Schilling gegeben werden. Die Sparer im Inland – für sie galt diese Garantie nicht – stürmten die Banken, um ihr eingelegtes Geld abzuheben. Das gesamte Bankwesen Österreichs drohte zusammenzubrechen. Durch Investitionen in das als sicher angesehene Gold sank die Deckung des Schillings durch Gold und Devisen innerhalb weniger Wochen von 84 auf nur noch 17 Prozent.
Die Auslandsgläubiger der Bank konstituierten am 1. Juni 1931 in London ein Komitee, das als Verhandlungspartner mit der Regierung wirkte. Ein Kredit der Bank of England über 150 Millionen ermöglichte der Regierung, den Betrieb der Bank aufrechtzuerhalten, zur Beendigung der Finanzkrise reichte er jedoch nicht aus. Um das Defizit im Staatshaushalt zu begrenzen, beschloss die Regierung Einsparungsmaßnahmen und die Erhöhung von Zöllen und Tabakpreisen.
Österreich suchte in Frankreich um Hilfe an. Frankreich stand der geplanten deutsch-österreichischen Zollunion äußerst ablehnend gegenüber und knüpfte politische Bedingungen an eine allfällige Unterstützung:
- Die Bundesregierung müsse unverzüglich den Völkerbund um eine gründliche Untersuchung der wirtschaftlichen und finanziellen Lage des Landes bitten und sich im Voraus dazu verpflichten, jeder Maßnahme zuzustimmen, die der Völkerbundrat vorschlagen werde.
- Die Bundesregierung müsse offiziell auf jede wirtschaftliche oder politische „Kombination“ verzichten, die den internationalen Status Österreichs ändern würde. Das bedeutete das Ende der geplanten Zollunion.

Für die Regierung Ender war die Zollunion ein Herzstück ihrer Bemühungen zur Bewältigung der Wirtschaftskrise. Sie betrachtete diese Bedingungen als unannehmbar und trat daher und wegen einer sich gleichzeitig entwickelnden Regierungskrise am 16. Juni 1931 zurück. Die nächste Regierung ersuchte am 7. August 1931 den Völkerbund offiziell um Hilfe und schickte Außenminister Johann Schober nach Genf, wo er am 3. September 1931 gemeinsam mit seinem deutschen Kollegen Julius Curtius vor dem Völkerbundrat offiziell auf die Zollunion verzichtete.

## Das Protokoll von Lausanne
Der Verhandlungen über die Anleihe fanden zeitgleich mit der Konferenz von Lausanne bei der Völkerbundtagung in Lausanne im Juni und Juli 1932 statt. Im Übereinkommen vom 15. Juli, dem sogenannten Lausanner Protokoll, das zwischen Vertretern Österreichs, Großbritanniens, Frankreichs, Italiens und Belgiens geschlossen wurde, verpflichtete sich Österreich zu einer Erneuerung seiner Zusagen in den Genfer Protokollen, also seine politische Unabhängigkeit, territoriale Integrität und Souveränität zu bewahren, somit eine Bekräftigung des Anschlussverbotes. Weiters musste zugesagt werden, dass Österreich die bisherigen Kredite der Bank of England und der Bank für Internationalen Zahlungsausgleich sofort zur Gänze zurückzahlen werde. Darüber hinaus musste Österreich einige finanz- und währungspolitische Zusagen machen. Zur Überwachung der Staatsfinanzen sandte der Völkerbund den Holländer Meinoud Rost van Tonningen als Vertreter nach Wien.
Im Gegenzug wurde Österreich eine Anleihe über 300 Millionen Schilling garantiert, mit einer Laufzeit von 20 Jahren. Die Möglichkeit einer vorzeitigen Rückzahlung schon nach zehn Jahren wurde vereinbart.

## Reaktionen
Deutschland war entrüstet über die „Verknüpfung politischer Forderungen mit einer rein finanziellen Operation“ und nur durch telefonische Intervention von Bundeskanzler Engelbert Dollfuß bei Reichskanzler Franz von Papen enthielt sich der deutsche Ratsdelegierte bei der entscheidenden Abstimmung über das Protokoll der Stimme.
Am 16. Juli wurden die Lausanner Protokolle in Zeitungen veröffentlicht und innenpolitisch entfachten die Bedingungen für die Anleihen Protest bei der Opposition links und rechts von Dollfuß. Der Vertreter des Völkerbundes wurde als „Finanzdiktator“ bezeichnet. Sozialdemokraten und Großdeutschen forderten von der Regierung den Verzicht auf die Lausanner Anleihe. Leopold Kunschak, der führende Vertreter des Arbeiterflügels in der Christlichsozialen Partei, wurde zusehends unzufriedener mit dem Kurs des Bundeskanzlers und legte schließlich seinen Posten als Wiener Parteiobmann zurück.

## Die Annahme der Bedingungen
Am 17. August 1932 wurde im Nationalrat über die Annahme der Lausanner Anleihe abgestimmt, die entsprechende Regierungsvorlage wurde mit 81 zu 80 Stimmen angenommen. Nachdem der Bundesrat Einspruch erhoben hatte, brachte die Regierung am 23. August einen Beharrungsbeschluss ein, dieser wurde mit 82 zu 80 Stimmen angenommen.